# Nekrolog 43
 Nekrolog 43 — восьмий повноформатний студійний альбом Diary of Dreams, який вийшов 7 листопада 2007.

## Композиції
1. Nekrolog 43 (Nachruf auf einen Toten) — 7:05
2. the Plague — 4:54
3. Son of a Thief (Three letters) — 5:31
4. Tears of Joy — 5:20
5. UnWanted? — 4:18
6. Matching Lives — 7:00
7. Remedy Child — 4:56
8. Malice — 5:10
9. The darkest of all hours — 4:19
10. Congratulations — 6:41
11. hypo)crypticK(al — 5:36
12. alLone — 4:09
13. the Valley — 6:40

## Бонус трек
Користувачі порталу iTunes мали змогу завантажити бонус трек «Out of My World», який відсутній на CD-версії цього альбому.

## Склад групи
- Адріан Хейтс — вокал, клавішні
- Гаун:А — гітара,

## Склад учасників
- Продюсери: Diary of Dreams та MKM Productions
- Записано у «White Room» Адриана Хейтса
- Пре-мастеринг Christian Zimmerli
- Мастеринг зроблений Rainer Assman, Adrian Hates та MKM Productions на студії «White Room»
- Оформлення диску: Інго Ромлінг
- Фото: Енні Бертрам
- Асистенти фотографа: Angelique та Artur Baron